# Repavskärare
En repavskärare är ett verktyg för avskärning av elrep i elstängsel.
Till fördelarna med att använda elrep i ett elstängsel, hör att de är väl synliga för djuren. De ser alltså tydligt var gränsen går och undviker stängslet. Om de ändå råkar trassla in sig i repet och i panik försöker ta sig loss, kan det ge mycket otrevliga bränn-, stryp- och snubbelskador.
För att minska risken för dessa skador monterar man repavskärare. Repet ligger an mot ett knivblad, och om repet utsätts för plötslig belastning, till exempel när ett djur forcerar repet, skärs det av och faller mot marken.
Kniven i repavskäraren är dold och det är således mycket svårt, för att i praktiken inte säga omöjligt för ett djur att skadas av själva repavskäraren.